# Nhà thờ Tân Định
Nhà thờ Tân Định (tên chính thức: Nhà thờ Thánh Tâm Chúa Giêsu, Tân Định) là một nhà thờ Công giáo tại Thành phố Hồ Chí Minh, thuộc giáo xứ Tân Định. Nhà thờ Tân Định cùng với Nhà thờ Đức Bà Sài Gòn là hai nhà thờ được xây dựng từ rất sớm và có quy mô lớn nhất tại thành phố này.
Nhà thờ tọa lạc tại số 289 đường Hai Bà Trưng, phường Xuân Hòa, Thành phố Hồ Chí Minh, được khởi công vào năm 1870 và khánh thành vào ngày 16 tháng 12 năm 1876. Tổng thể mang phong cách kiến trúc Roman. Nhà thờ được sơn màu hồng phấn cả bên ngoài và bên trong từ năm 1957, khiến nhà thờ có biệt danh là "nhà thờ màu hồng."
Toàn bộ công trình hiện được sơn màu hồng nổi bật cùng với mặt tiền gồm một tháp chính ở giữa và nhiều tháp phụ đối xứng. Trên đỉnh tháp chính cao 52,6 mét có cây thánh giá làm bằng đồng cao 3 mét. Bên trong có năm quả chuông, với tổng trọng lượng là 5,5 tấn. Hai tháp phụ có những tháp đèn, nhiều cửa sổ hoa gió với những hoa văn tạo vẻ vững chãi mà duyên dáng. Nội thất nhà thờ khá bề thế với hai hàng cột Gothic dẫn tới bàn thờ chính làm bằng đá cẩm thạch của Ý, tôn lên vẻ đẹp rất nhiều cho cả công trình kiến trúc. Hàng cột biên bên trái là nơi có các bệ tượng các vị thánh nữ, bên phải là bệ tượng các thánh nam.
Nhà thờ Tân Định đã trải qua nhiều lần tu sửa, mở rộng trong nhiều sự kiện khác nhau, nhưng không hề xóa đi nét kiến trúc ban đầu.

## Lịch sử
Giáo xứ Tân Định có thể chia ra làm 5 giai đoạn:
- Từ 1860 – 1874: Giai đoạn Hình thành
- Từ 1874 – 1926: Giai đoạn củng cố và xây dựng
- Từ 1926 – 1945: Giai đoạn Trưởng thành
- Từ 1945 – 1974: Giai đoạn Phát triển
- Từ 1974 – đến nay: Giai đoạn hiện nay

Lịch sử nhà thờ Tân Định bắt đầu từ năm 1874 trong sứ mệnh của cha Donatien Éveillard (1835-1883) có tài liệu ghi Donatianus Eveillard (Sơn). Chính Cha Éveillard giám sát việc xây dựng ngôi nhà thờ đầu tiên. Cha Eveillard phải cực nhọc vất vả trong suốt hai năm 1875, 1876, Ngài phải vừa đi vận động tài chính, vừa chỉ huy xây cất. Chỉ có một người Hoa là ông A Lộc giúp Cha trong công việc hướng dẫn xây cất. Cuối cùng ngôi thánh đường khang trang vững chắc đã thành hình. Chi phí xây dựng là khoản 15.000 đồng bạc Đông Dương (piastre) (tương đương khoảng 38.000 franc). Nhà thờ được khánh thành vào tháng 12 năm 1876.
Cha Éveillard cũng đã mời những sơ từ dòng Thánh Phaolô thành Chartres về đây thành lập một cô nhi viện và trường nội trú bên cạnh nhà thờ, gọi là Thánh Nhi Tân Định hay Trường Thánh nhi Tân Định (tên gốc là Sainte Enfance de Tan-Dinh, hay École de Tan-Dinh). Trường được mở vào năm 1877 và khoảng những năm 1880 thì trường có khoảng 300 học sinh theo học.
Có lẽ thành tựu lớn nhất của Cha Éveillard là thành lập nhà xuất bản tôn giáo có tên là Nhà In Thừa Sai (Imprimerie de la Mission) tại Tân Định, nơi Cha đã đào tạo những trẻ em có hoàn cảnh khó khăn từ Trường Thánh nhi Tân Định để chúng có thể làm những công việc xuất bản sách.
Khi Cha Éveillard qua đời ngày 15-9-1883, ngài được an táng ngày 17-9-1883 phía trước bàn thờ Đức Mẹ trong Nhà Thờ Tân Định. Một tấm cẩm thạch trắng được làm bia phủ trên mộ Ngài.
Đến đầu những năm 1890 thì nhà thờ và các trường học ban đầu không còn phù hợp với mục đích sử dụng, nên người kế nhiệm của Cha Éveillard, Cha Louis-Eugène Louvet (Cha Ngôn) (1838-1900), đã tổ chức một giải xổ số để gây quỹ xây dựng lại nhà thờ và trường học. Phần lớn diện tích của Nhà thờ Tân Định hiện nay có từ năm 1896-1898, khi việc tái thiết này được thực hiện với chi phí là 8.600 đồng Đông Dương (22.000 đồng Francs). Các tòa nhà trường học liền kề cũng được xây dựng lại trong thời gian này và trường École des Sourds-Muets de Tân-Định mới (Trường câm điếc Tân Định) được mở trong khuôn viên Trường Thánh Nhi Tân Định. Đến năm 1908, Trường Thánh Nhi có thêm 4 nữ tu người Pháp và 10 nữ tu Việt Nam. Cha Louvet (Cha Ngôn) đã bổ nhiệm một nhà truyền giáo tên là Jean-François-Marie Génibrel (Cha Thượng) (1851-1914) điều hành Nhà In Thừa Sai. Trong những năm tiếp theo, trong quá trình truyền giáo, Cha Génibrel đã xuất bản một loạt các ấn phẩm học thuật đáng chú ý, bao gồm Manuel de conversation Annamite-Français (1893), Vocabulaire Français-Annamite (1898), Vocabulaire Annamite-Français (1906) và tác phẩm đột phá Dictionnaire Annamite-Français (1898), Cha Génibrel đã mất 14 năm nghiên cứu miệt mài để cho ra những tác phẩm trên. Cha Génibrel cũng bắt đầu công việc nghiên cứu Dictionnaire Français-Annamite (Từ điển Pháp - An Nam) nhưng chưa kịp hoàn thành. 
Vào năm 1928-1929 Nhà thờ Tân Định được trùng tu và nâng cấp dưới sự ủy quyền của Linh mục Jean-Baptiste Nguyễn Bá Tòng (1868-1949), người sau này nổi tiếng là giám mục Việt Nam đầu tiên của Đông Dương, phụ trách giáo phận Phát Diệm. Trong thời kỳ này, tháp chuông cao 52,62m và tiền sảnh đã được xây dựng thêm ở phía trước của tòa nhà và một trần giả được tạo ra phía trên gian giữa.
Năm 1949, các trụ cấu trúc ở gian giữa được gia cố. Năm 1957, nhà thờ đã được tu bổ và sơn lại bằng màu hồng mà nhiều người biết đến ngày nay (màu hồng cá hồi ở bên ngoài, màu dâu tây và màu kem ở bên trong). Kể từ thời điểm đó, nhà thờ đã trải qua một số lần tân trang lớn.
Một phần của Trường Thánh Nhi Tân Định ngày nay vẫn được sử dụng bởi các nữ tu dòng Thánh Phaolô thành Chartres. Đa phần khu vực của Trường Thánh Nhi đã trở thành cơ sở cho trường Trung học cơ sở Hai Bà Trung ở bên cạnh.

## Kiến trúc
Được thiết kế theo phong cách Roman kết hợp với các yếu tố Gothic và Phục hưng, Nhà thờ Tân Định bao gồm một gian giữa với mái vòm hình thùng cao (ngày nay được giấu bằng trần giả), các gian được ngăn cách bằng mái vòm với lối đi bên và hành lang. Thiết kế của nhà thờ kết hợp một phòng trưng bày phía trên (triforium hay mái vòm nông) và có hai nhà nguyện kiểu apse hình chóp nằm hai bên gian giữa, gần với lối vào. Khi bước vào nhà thờ cánh bên trái cung thánh là tượng Đức Mẹ Maria (cùng với một gian phụ kính Thánh Theresa ở gần lối vào), cánh phải là tượng Thánh Cả Giuse. Trên những cây cột hai bên cánh của cung thánh có những bức tượng thánh và 14 Chặng Đàng Thánh Giá có niên đại từ những năm 1890.

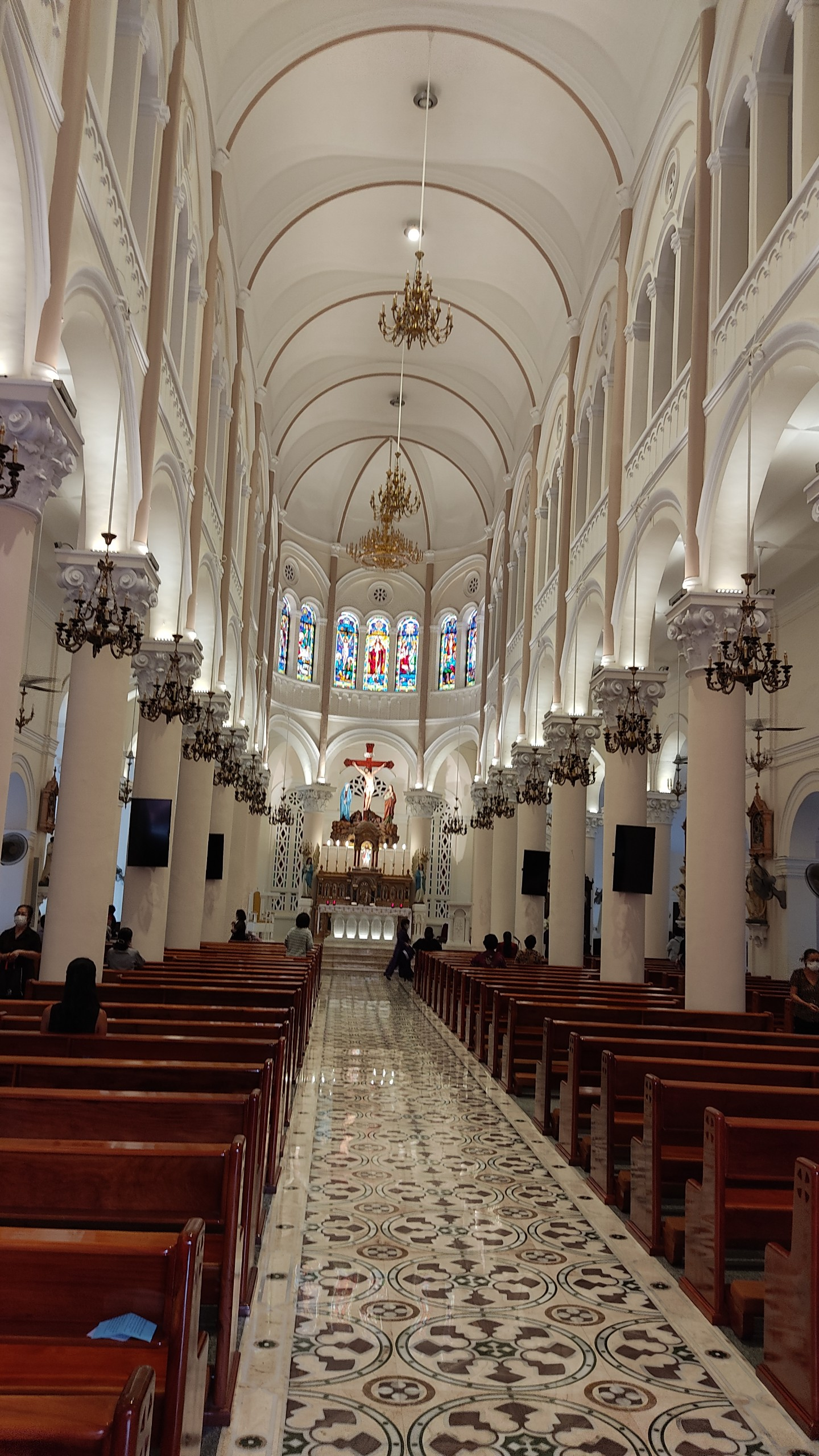
Gian chính, hướng về cung thánh

Trong năm 1928-1929 khi công cuộc xây dựng lại nhà thờ đang được tiến hành, một giáo dân Pháp giàu có tên François Haasz, Trưởng bộ phận Cơ khí tại Maison Larue, và người vợ Anne Tống Thị Mực của ông đã tài trợ cho nhà thờ xây dựng thêm bàn thờ cao bằng đá cẩm thạch Ý và bàn thờ phụ. Ngày nay hai hạng mục này được xem là một trong những điểm trang trí nổi bật nhất của bất kỳ nhà thờ nào ở Sài Gòn.

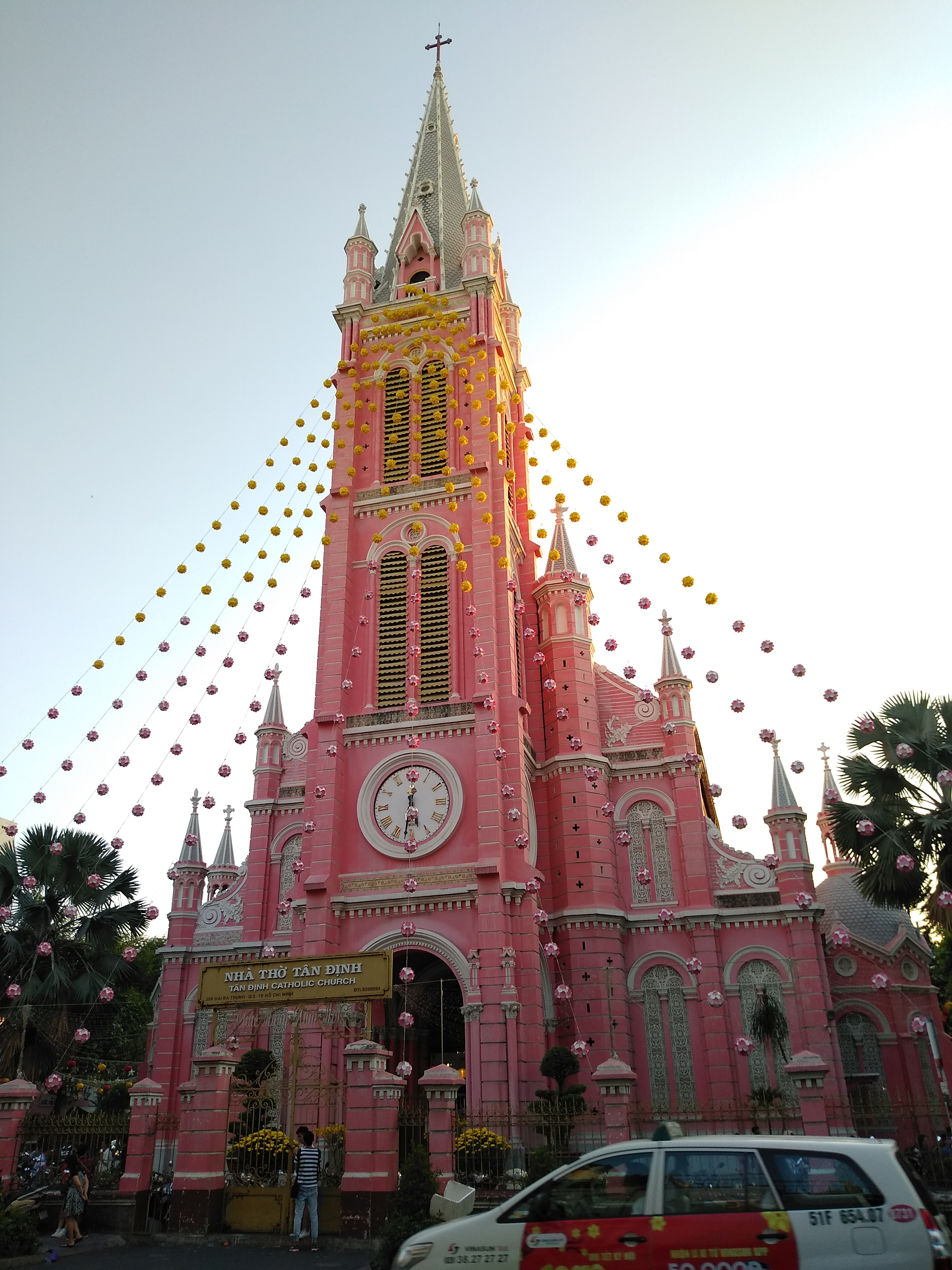
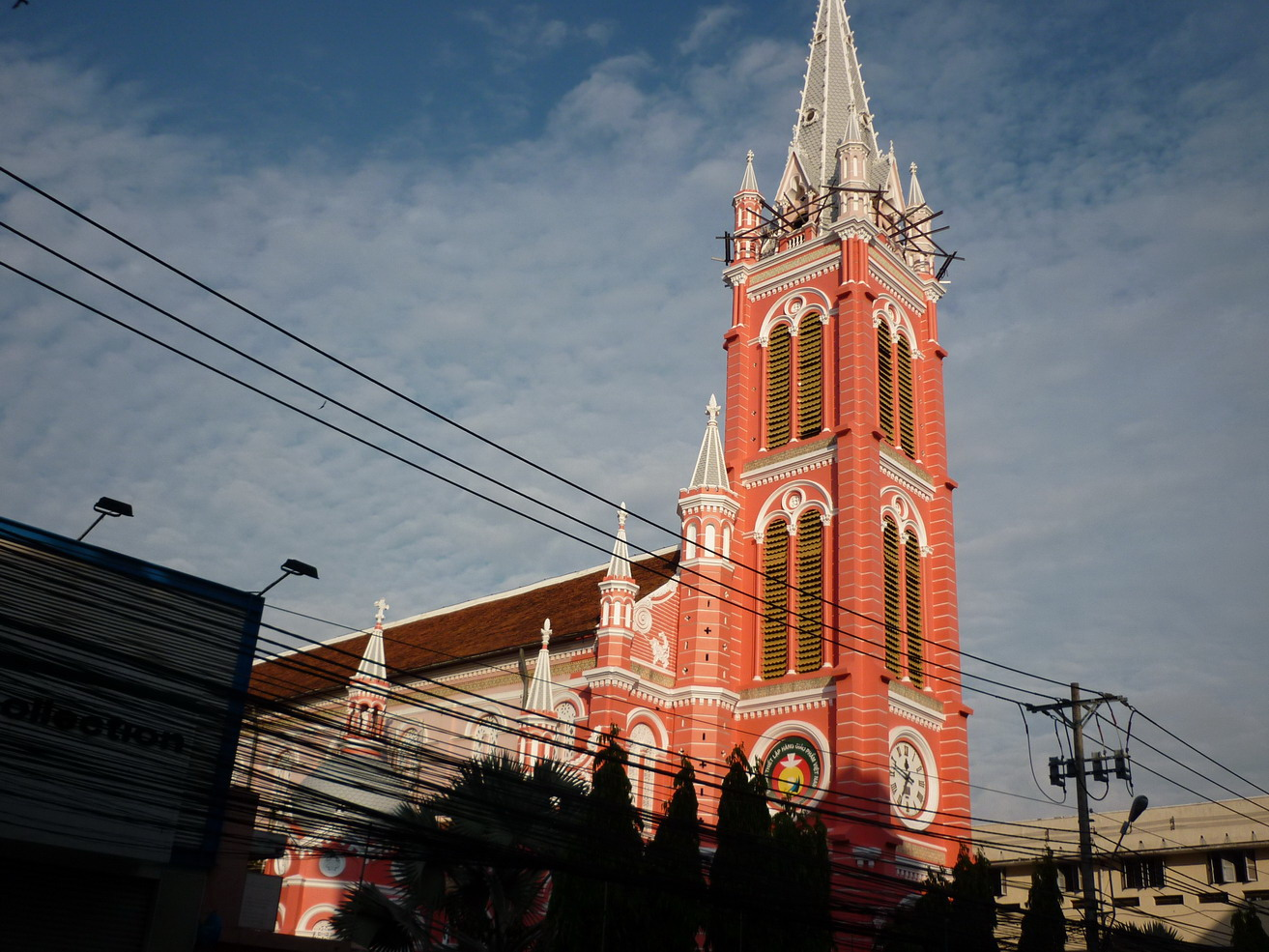
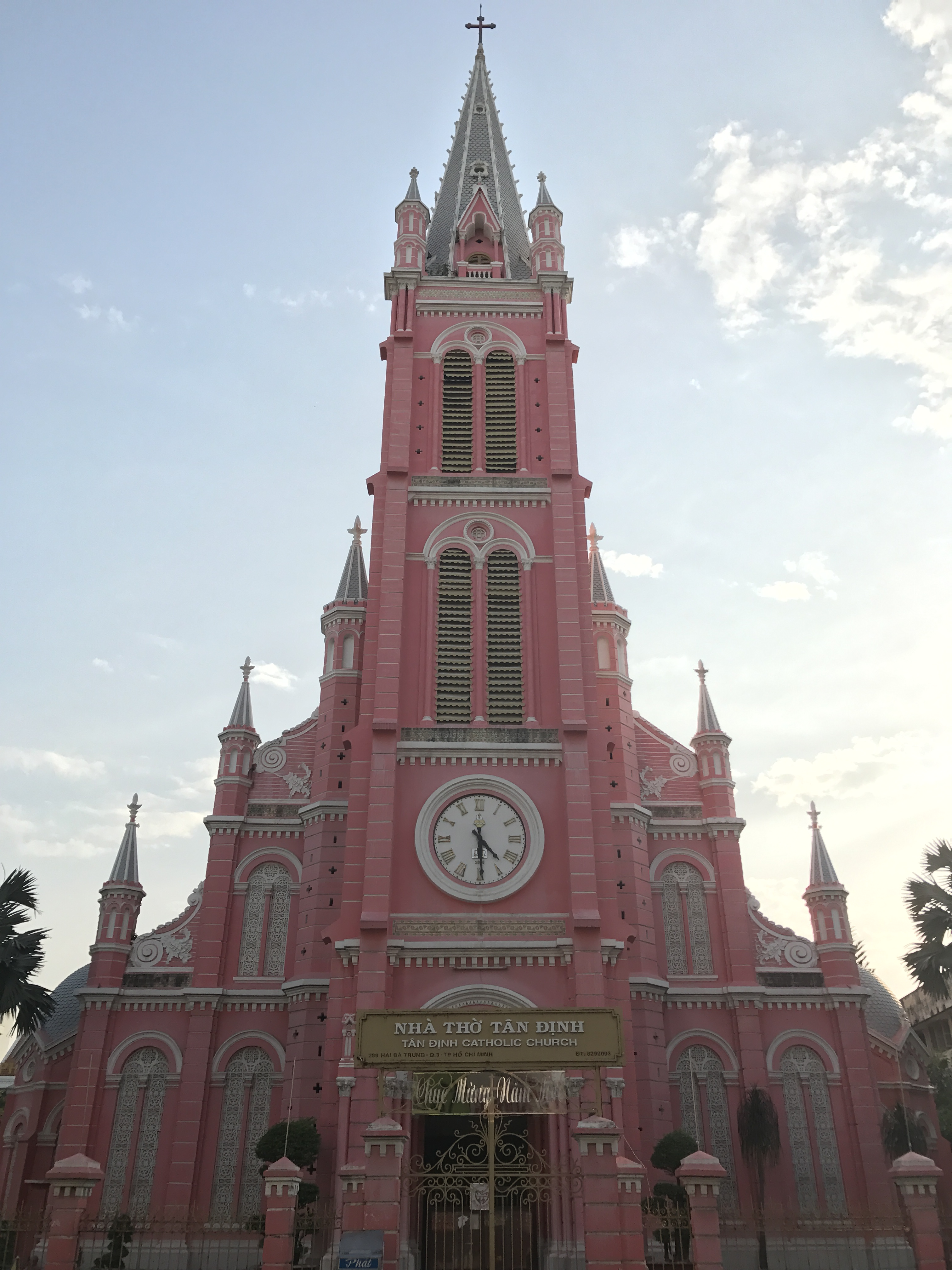
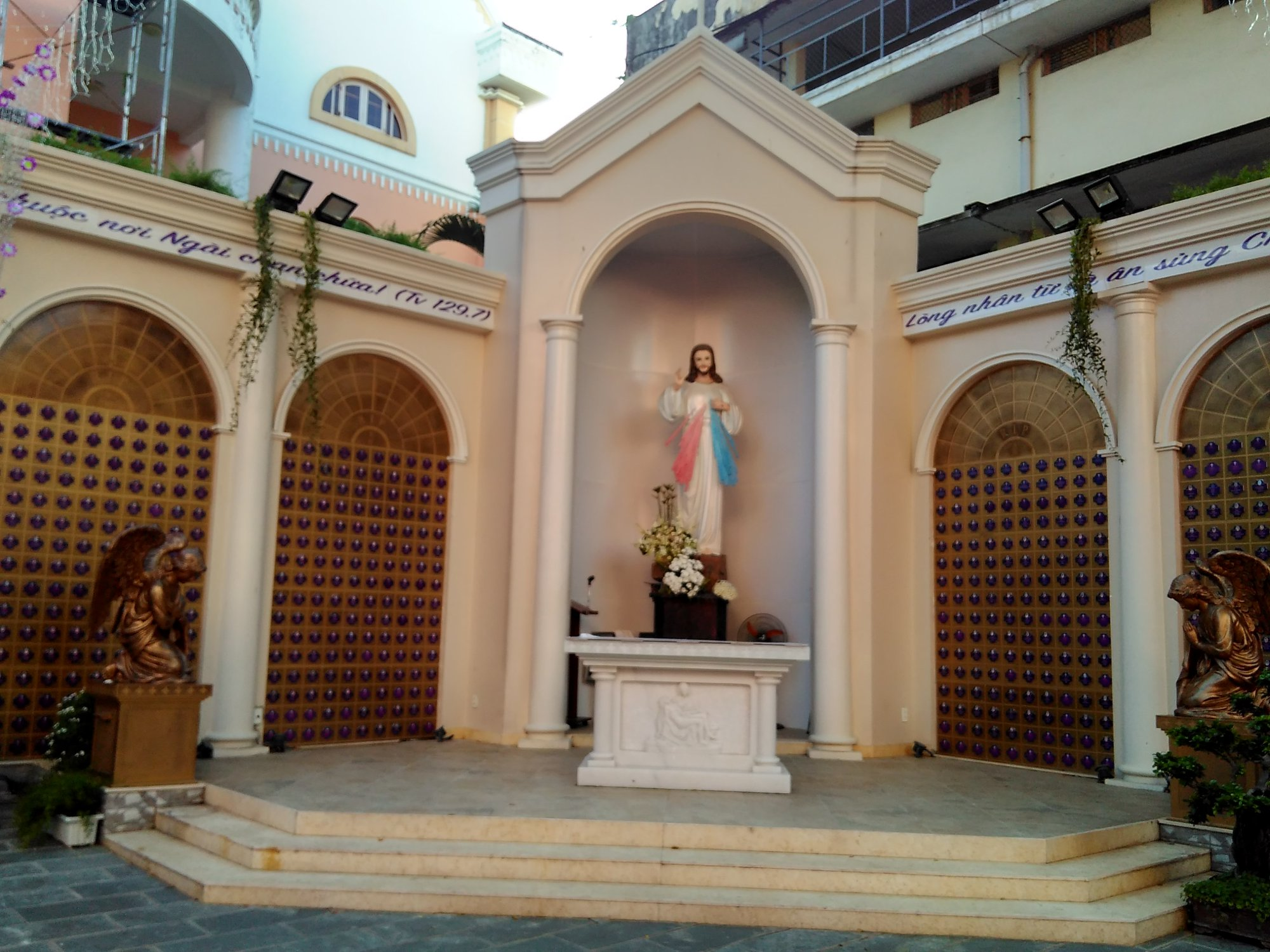